# 1662
1662 (MDCLXII) je bilo navadno leto, ki se je po gregorijanskem koledarju začelo na nedeljo, po 10 dni počasnejšem julijanskem koledarju pa na sredo.

## Dogodki
- nizozemski brodolomec Volkert Evertsz objavi zadnje zanesljivo poročilo o opažanju doda, ki od takrat velja za izumrlega

## Rojstva
- 27. januar - Richard Bentley, angleški anglikanski teolog, filolog, filozof († 1742)
- 13. december - Francesco Bianchini, italijanski astronom, fizik, anatom, botanik, filozof, teolog, orientalist, historiograf, arheolog († 1729)

Neznan datum
- Baltadži Mehmed Paša, osmanski državnik († 1712)

## Smrti
- 19. avgust - Blaise Pascal, francoski matematik, filozof, fizik (* 1623)